# Raúl Lizoain
Raúl Lizoain Cruz (Las Palmas de Gran Canaria, 27 de enero de 1991), conocido como Raúl Lizoain, es un futbolista español que juega como portero en el Albacete Balompié de la Segunda División de España. Es sobrino del cantante Serafín Zubiri.

## Trayectoria
Formado en el Unión Viera, fichó por la U. D. Las Palmas en la temporada 2009-10 para jugar en su filial con el que se mantuvo hasta la temporada 2011-2012, en la cual se convierte en portero del primer equipo. Su debut oficial con el primer equipo se da el 26 de noviembre de 2011, en un partido de liga contra la S. D. Huesca.
En la temporada 2012-13 se integró plenamente con dorsal de la plantilla profesional. Sin embargo, sufrió una lesión por una desinserción periférica del menisco externo de la rodilla izquierda. Tras cuatro meses sin jugar, el 21 de enero, volvió a la portería de su club por la sanción de Mariano Barbosa.
El 21 de junio de 2015 consiguió el ascenso con la U. D. Las Palmas a Primera División tras jugar 15 partidos de Liga con el equipo amarillo. Debutó en la máxima categoría la primera jornada del campeonato frente al Atlético de Madrid, cuajando una buena actuación pese a la derrota (1-0). En la jornada 35, el conjunto canario selló la permanencia tras vencer por 4-0 al R. C. D. Espanyol con Raúl como titular.
Tras el regreso de la U. D. Las Palmas a Segunda División, el 13 de agosto de 2018 firmó con la Agrupación Deportiva Alcorcón para las siguientes dos temporadas. El 28 de agosto de 2019 su contrato fue rescindido, quedando sin equipo, a pesar de que el Málaga C. F. intentó inscribirlo, pero la LFP lo impidió por problemas con el llamado "fair play financiero" del club malacitano.
El 25 de enero de 2020 fichó por el Club Deportivo Mirandés, firmando un contrato hasta junio de 2021. El 3 de junio de 2021, el Mirandés anunció que tras el buen rendimiento dado en la temporada, renovó al portero grancanario hasta final de la temporada 2022.
El 7 de julio de 2022 se unió al F. C. Andorra, para las siguientes dos temporadas, de cara a su estreno en la Segunda División de España. En el primera año disputó 16 partidos.  En agosto de 2023 fue cedido al F. C. Cartagena.
El 1 de julio de 2024 fichó libre por el Albacete Balompié de la Segunda División de España.

## Estadísticas
Actualizado al último partido disputado el 23 de febrero de 2025.
| U. D. Las Palmas · España  | 2.ª           | 2010-11       | —   | —   | 0  | 0  | 0   | 0   | 0.00 |
| U. D. Las Palmas · España  | 2.ª           | 2011-12       | 6   | 8   | —  | —  | 6   | 8   | 1.33 |
| U. D. Las Palmas · España  | 2.ª           | 2012-13       | 3   | 1   | —  | —  | 3   | 1   | 0.33 |
| U. D. Las Palmas · España  | 2.ª           | 2013-14       | 3   | 5   | 3  | 1  | 6   | 6   | 1    |
| U. D. Las Palmas · España  | 2.ª           | 2014-15       | 15  | 16  | 3  | 4  | 18  | 20  | 1.11 |
| U. D. Las Palmas · España  | 1.ª           | 2015-16       | 8   | 13  | 6  | 8  | 14  | 21  | 1.5  |
| U. D. Las Palmas · España  | 1.ª           | 2016-17       | 13  | 27  | 4  | 7  | 17  | 35  | 2.06 |
| U. D. Las Palmas · España  | 1.ª           | 2017-18       | 11  | 27  | 2  | 5  | 13  | 32  | 2.46 |
| U. D. Las Palmas · España  | Total club    | Total club    | 59  | 97  | 18 | 25 | 77  | 122 | 1.58 |
| A. D. Alcorcón · España    | 2.ª           | 2018-19       | 12  | 13  | 2  | 1  | 14  | 14  | 1    |
| A. D. Alcorcón · España    | Total club    | Total club    | 12  | 13  | 2  | 1  | 14  | 14  | 1    |
| C. D. Mirandés · España    | 2.ª           | 2019-20       | 9   | 10  | —  | —  | 9   | 10  | 1.11 |
| C. D. Mirandés · España    | 2.ª           | 2020-21       | 36  | 34  | —  | —  | 36  | 34  | 0.94 |
| C. D. Mirandés · España    | 2.ª           | 2021-22       | 39  | 59  | —  | —  | 39  | 59  | 1.51 |
| C. D. Mirandés · España    | Total club    | Total club    | 84  | 103 | 0  | 0  | 84  | 103 | 1.23 |
| F. C. Andorra · Andorra    | 2.ª           | 2022-23       | 16  | 14  | —  | —  | 16  | 14  | 0.88 |
| F. C. Andorra · Andorra    | Total club    | Total club    | 16  | 14  | 0  | 0  | 16  | 14  | 0.88 |
| F. C. Cartagena · España   | 2.ª           | 2023-24       | 19  | 16  | 3  | 2  | 22  | 18  | 0.82 |
| F. C. Cartagena · España   | Total club    | Total club    | 19  | 16  | 3  | 2  | 22  | 18  | 0.82 |
| Albacete Balompié · España | 2.ª           | 2024-25       | 25  | 29  | 0  | 0  | -   | -   | 1.16 |
| Albacete Balompié · España | Total club    | Total club    | 25  | 29  | 0  | 0  | -   | -   | 1.16 |
| Total carrera              | Total carrera | Total carrera | 215 | 272 | 23 | 28 | 238 | 300 | 1.26 |
| 1.                         |               |               |     |     |    |    |     |     |      |

## Palmarés

### Distinciones individuales
| Distinción                              | Año  |
| --------------------------------------- | ---- |
| Equipo Ideal de la Jornada 11 - La Liga | 2016 |